# 加利亚泰
加利亚泰（義大利語：Galliate），是意大利诺瓦拉省的一个市镇。总面积29平方公里，人口15212人，人口密度524.6人/平方公里（2009年）。ISTAT代码为003068。